# 我的「壞」老闆
《我的「壞」老闆》（羅馬化：Jao Nai Rai Rak），是一部由RS集团旗下的Rose Studio製作，由赫瓦·普雷斯科特（James）和卡德·普洛伊蘇帕（Kad）领衔主演的泰國同性愛情劇。劇情改編自作家anin19的同名小說。
此劇將於2024年9月15日起每周日晚上11時15分在8頻道播出。

## 劇情簡介
Pat愛上了他嚴厲的混血老闆Elyes。鑑於他們地位懸殊，Pat只能埋藏愛意，努力維持着老闆和助理的關係。儘管Pat已經設定了界線，但Elyes卻不斷越界。當Pat打算辭職時，Elyes卻展開一連串行動說服Pat留下來。從此，他們的關係開如拉近並遂漸發展成戀人。

## 演員陣容

### 主要人物
- 海沃德·普雷斯科特（James）飾演 Elyes
- 卡德·普洛伊蘇帕（Kad）飾演 Pat

### 其他人物
- 史坦納·蓋（Nick）飾演 Fei
- 塔努帕·彭蘇灣（Fam）飾演 Run
- 納緹塔帕特·蘇霆薩皖（Zax）飾演 Khimhan
- 阿納晉·諾提普拉希緹（Kin）飾演 Thiranai
- 納帕特·魯昂猜斯瓦韋特（Perth）飾演 Thiti
- 廷拉薩克·考阿佑德迪（Marc）飾演 Chon
- 蘇法蒙·帕塔拉柴里克（Vexter）飾演 Vexter

## 現場演出

### 粉絲見面會
| 年份   | 日期    | 活動名稱                              | 國家/地區 | 舉行地點                              | 來源  |
| ------ | ------- | ------------------------------------- | --------- | ------------------------------------- | ----- |
| 2024年 | 9月15日 | Bad Guy My Boss First Day             | 泰國      | Major Cineplex Ratchayothin Cinema 14 | [ 6 ] |
| 2024年 | 12月1日 | Bad Guy My Boss Final EP. Fan Meeting | 泰國      | Cinema 8, SF Cinema, Central World    |       |

## 外部連結
- MyDramaList劇集介紹及劇評 （页面存档备份，存于）（英文）
- 豆瓣电影上《我的「壞」老闆》的資料 （简体中文）